# Dasypogon albonotatus
Dasypogon albonotatus là một loài ruồi trong họ Asilidae. Dasypogon albonotatus được Macquart miêu tả năm 1847. Loài này phân bố ở miền Australasia.